# Speed garage
El Speed Garage (también conocido como Raggage o '8-plus') es un género de música electrónica. Fue creado a mediados de la década de los años 90. Básicamente es una fusión del UK Garage y de la música Jungle, incorporando elementos de ésta, como puede ser un marcado y profundo bajo y voces y efectos de la música Reggae. También el término Speed Garage fue acuñado por la prensa especializada en su época para englobar tanto al Speed Garage como al UK Garage y 2 Step en numerosos CD y compilaciones aprovechando el auge de este estilo musical.

## Historia
En el Reino Unido, donde el Jungle y el Techno eran muy populares a mediados de los años 90, en las "Seconds Rooms" de los clubs se pinchaban temas de Garage House como música Chill Out en fiestas donde la música de la sala principal solía ser jungle. Como los temas jungle son más rápidos que los del Garage, los DJ comenzaron a pinchar el garage más deprisa para hacerlos bailable para la audiencia junglista. La escena y los medios de comunicación empezaron a llamar a este tipo de garage acelerado "Speed Garage" y más adelante 4x4. Los DJs solían pinchar los cortes oscuros (también llamados "Dubs") que no contenían vocales, para que, al acelerar la música, no sonara irreconocible (aunque la aceleración y las voces time stretched jugaron un papel importante en los temas Speed Garage). La ausencia de vocales en los cortes daba paso a la entrada en juego de los MC, que gozaron de un cierto protagonismo en la escena, tanto en las fiestas como en los lanzamientos. Durante esta fase inicial, la escena Speed Garage fue también conocida como "the Sunday Scene" que se podría traducir como la "escena del domingo", ya que los primeros promotores solo podían alquilar los locales los domingos por la tarde (los viernes y los sábados noche estaban reservados para la música más popular, el jungle). Marcas que se convirtieron en sinónimos del sonido y las fiestas speed garage son Twyce as Nyce, Deja Vu, Spread Love. También fueron relevantes las radios piratas, como pueden ser Freeze FM, Deja Vu, Erotic FM o Kiss FM donde como The Dreem Teem o Tuff Jam hicieron de este género un estilo muy popular y un trampolín para sus hermanos sonoros, el UK Garage y el 2 Step.
Los temas o canciones Speed Garage están caracterizados por un marcado bajo (warped-bassline), muy utilizado en aquella época por los productores de drum and bass, con una base de house acelerada. Otros elementos característicos son las voces Ragga, vocales de "Divas", break-downs bastante pronunciados con un cierto aire ambiental, efectos utilizados en la música jungle y drum and bass como pueden ser los "reversed drums", "spin-backs", efectos de láser, sonidos de teléfono y disparos.
Hoy en día todavía no se tiene muy claro cuál fue la primera producción speed garage oficial. Aunque para muchos DJ y fanes de la música electrónica el primer tema considerado como puro Speed Garage fue el remix de Armand Van Helden del tema de CJ Bolland - Sugar Is Sweeter (Armand dijo que intento una mezcla entre el drum and bass y el house) o el remix de Tori Amos - Professional Widow, también remezclado por él, para los más entendidos de este estilo no fueron estos los primeros temas speed garage, pero si hay que reconocer que esos dos, junto a otros de la misma época como pueden ser Double 99 - "Ripgroove", 187 Lockdown - "Gunman", Industry Standard Vol 1 - "What U Want" o Serious Danger - "Deeper" contribuyeron al auge y la comercialización de este estilo musical, llevándolo a ser uno de los estilos más populares entre 1997-1998 en Inglaterra. Solo entre estos dos años, se lanzaron aproximadamente 1500-2000 discos de speed garage.

## El Speed Garage en la actualidad
En 1999 la escena pasó a ser más underground. Muchos de los productores de speed garage se pasaron a otros estilos musicales que estaban empezando a emerger en aquella época, como el 2 Step (otro estilo proveniente del UK Garage) y otros muchos continuaron produciendo House.
A partir del año 2001-2002, productores amateurs y amantes del speed garage comenzaron a promover y a lanzar discos con cierta regularidad. Artistas como Big Ang, Jon Buccieri, DJ Richard o SBS, y gracias a clubs como Niche o Casa Loco, todos de la zona norte británica (Sheffield, Leeds o Birmingham) levantaron los cimientos de un nuevo movimiento musical, primeramente lanzando discos speed garage para luego fusionarse con el House y para hacerlo más comercial, con el R&B creando así lo que hoy es conocido como Bassline o Bassline House.
Aun así, hoy en día todavía se siguen lanzando buenas producciones, de forma underground, uniéndose así a otros estilos musicales oscuros como pueden ser el Broken beat, Jungle o el Breakbeat.

## El Speed Garage en España
En pleno auge del speed garage, la escena española de música electrónica no se quedó al margen de este estilo musical, donde en Ibiza fue un auténtico boom. Nunca llegó a ser tan grande como fue en otros países, debido primeramente al fuerte dominio que tienen otras géneros en la cultura nocturna española, y en segundo lugar, al poco arriesgo por parte de los promotores y DJ nacionales. Cabe mencionar que el speed garage en Gran Canaria, gracias a los DJ y distribuidores mayormente británicos y holandeses, tuvo una gran influencia en la isla.

## Colecionismo y Rarezas
Muchísimos de los mejores temas Speed Garage de la época dorada fueron lanzados en forma de "white labels" (vinilos sin sello), "acetate" (vinilos de metal para pruebas), "test pressings" (vinilos para probarlos en clubs y radios) o en sellos poco conocidos, todos ellos de forma muy limitada (de algunos incluso solo existen 50 copias). Hoy en día, todos estos discos son muy difíciles de conseguir y existe una gran cultura del coleccionismo por parte de numerosos DJ y personas amantes del género de todas las partes del mundo. Discos muy raros y limitados se ponen a la venta en Webs de subastas (conocidos en este mundo como "Snipers") donde se pagan verdaderas mini fortunas por ellos. También el cambio de discos y venta privada se utiliza bastante.

## Artistas significativos del género
- 187 Lockdown - Discografía
- RIP Productions - Discografía y Double 99 Discografía (ambos formados por el mismo dúo, Tim Deluxe & Omar Adimora)
- Jeremy Sylvester - Discografía
- Loop Da Loop - Discografía
- Sol Brothers - Discografía
- Wildcat - Discografía
- Serious Danger - Discografía
- Armand Van Helden - Discografía
- DJ Renegade - Discografía

## Temas clásicos del género
- Serious Danger - Deeper mp3 sample (enlace roto disponible en Internet Archive; véase el historial, la primera versión y la última).
- Todd Terry - Something Going On (Loop Da Loop Remix) mp3 sample (enlace roto disponible en Internet Archive; véase el historial, la primera versión y la última).
- Double 99 - Ripgroove mp3 sample (enlace roto disponible en Internet Archive; véase el historial, la primera versión y la última).
- G.O.D. Vol 4 - Watch Ya Bass Bins mp3 sample (enlace roto disponible en Internet Archive; véase el historial, la primera versión y la última).
- RIP Productions - The Chant W.E.R mp3 sample (enlace roto disponible en Internet Archive; véase el historial, la primera versión y la última).
- Underground Distortion - Everything is Large mp3 sample (enlace roto disponible en Internet Archive; véase el historial, la primera versión y la última).
- Raggas Revenge - Back 2 Life mp3 sample (enlace roto disponible en Internet Archive; véase el historial, la primera versión y la última).
- Nuyorican Soul - Runaway (Armand Van Helden Remix)
- TailSpin - All Massive mp3 sample (enlace roto disponible en Internet Archive; véase el historial, la primera versión y la última).
- Industry Standard Vol 1 - What U Want mp3 sample (enlace roto disponible en Internet Archive; véase el historial, la primera versión y la última).
- Roy Davis Jr. - Gabrielle
- Scott García - It's a London Thing mp3 sample (enlace roto disponible en Internet Archive; véase el historial, la primera versión y la última).
- Boston DJs - Move Your Body (DJ Jean & Peran Remix) mp3 sample (enlace roto disponible en Internet Archive; véase el historial, la primera versión y la última).
- Sil - Windows '98 (Tulio de Vito Remix)
- The Mudmen - Feels Real mp3 sample (enlace roto disponible en Internet Archive; véase el historial, la primera versión y la última).
- Groove Connektion - Club Lonely mp3 sample (enlace roto disponible en Internet Archive; véase el historial, la primera versión y la última).
- Boris Dlugosch - Hold Your Head Up High (Julian Jonah Bad Boy Mix) mp3 sample (enlace roto disponible en Internet Archive; véase el historial, la primera versión y la última).
- De´Lacy - Hideway '98 (187 Lockdown Remix) mp3 sample (enlace roto disponible en Internet Archive; véase el historial, la primera versión y la última).
- Histeric Ego - Want Love (Sol Brothers Remix) mp3 sample (enlace roto disponible en Internet Archive; véase el historial, la primera versión y la última).
- Roger Ruff - Do Ya
- Soundscape - Dubplate Culture (49 South Remix) mp3 sample (enlace roto disponible en Internet Archive; véase el historial, la primera versión y la última).
- Juliet Roberts - Free Love '98 (Bumpy Sunday Mix) mp3 sample (enlace roto disponible en Internet Archive; véase el historial, la primera versión y la última).
- Les Indiscretes - Without You

## Enlaces de interés
- Foro y comunidad Speed Garage

- Datos: Q780517